# لبوس
شهر لبوس (به آلمانی: Lebus) در ایالت برندنبورگ در کشور آلمان واقع شده‌است.